# Place Georges-Enesco
La place Georges-Enesco est une voie située dans le 9e arrondissement de Paris, en France.

## Situation et accès
La place se situe à l'intersection des rues Marguerite-de-Rochechouart, Condorcet et Rue Turgot.

## Origine du nom
La voie porte le nom de Georges Enesco (1881-1955), compositeur et musicien franco-roumain,.

## Historique
La « place Georges-Enesco » est créée par délibération du conseil de Paris des 14, 15, 16, et 17 décembre 2021. Elle a été inaugurée le 15 décembre 2022 en présence de : Nicolae Ciucă, Premier ministre de Roumanie ;
Luca Niculescu, Secrétaire d'État et coordinateur national du processus d'adhésion de la Roumanie à l'OCDE ;
Arnaud Ngatcha, adjoint à la maire de Paris chargé de l'Europe, des relations internationales et de la francophonie ;
Laurence Patrice, adjointe à la maire de Paris chargée de la mémoire et du monde combattant ;
et Delphine Bürkli, Maire du 9ème arrondissement.